# Chèque en France
Pour un article plus général, voir Chèque.
Cet article possède un paronyme, voir Cheïkh.
Le chèque est un moyen de paiement scriptural utilisant le circuit bancaire. Il est généralement utilisé pour faire transiter de la monnaie d'un compte bancaire à un autre. Tombé en désuétude dans la plupart des pays industrialisés, il reste encore souvent utilisé en France et d'autres pays tels que le Royaume-Uni, aux États-Unis ainsi qu'au Canada.

## Principe
Le principe consistant à rendre une écriture infalsifiable en dupliquant une information au départ unique et en permettant leur rapprochement en cas de contestation était matérialisé à Babylone par la cuisson d'une tablette d'argile portant cette information en double et qui était alors cassée en deux, chaque partie conservant une de ses moitiés pour le rapprochement. Ce procédé est mentionné dans l'ouvrage Banque et Banquiers, de Babylone à Wall Street d'Alfred Colling (1962).

## Origine du mot
Le mot chèque est une francisation du mot anglais cheque (écrit check en anglais américain). Le sens primitif  est celui de « talon, souche (d'un bon de trésorerie) », sens issu de celui de « contrôle, vérification, arrêt, échec », le procédé des souches étant destiné à mettre un terme aux manœuvres illégales. Le mot check est lui-même emprunté à l'ancien français eschec (échec). Le sens moderne n'est apparu qu'en 1798.
Une étymologie faisant intervenir le mot arabe "sakk صَكّ " (peut-être lui-même d'origine persane) désignant un paiement signé, n'est nullement avérée. Dans l'empire des califes Abbassides de Bagdad (du VIIIe siècle au XIIIe siècle), pour réduire les risques liés aux transferts de fonds, les agents du fisc recourent au paiement signé (sakk), qui était une sorte de chèque.

## Histoire du chèque en France
- 1742 : la banque d'Angleterre détenant le monopole des billets de banque, les banquiers qui ne pouvaient plus émettre de billets inventèrent une autre monnaie scripturale : le chèque[4].
- 1826 : premiers chèques émis par la Banque de France (BdF) sous le nom de « mandats blancs »[5].
- 14 février 1865 : création du chèque en France.
- 30 décembre 1911 : création du chèque barré en France.
- 10 janvier 1918 : loi portant création des chèques postaux.
- Lois du 2 avril 1917 et du 12 août 1926 : pénalisation de l'émission de chèque sans provision.
- 1931 : uniformisation de la loi sur le chèque à Genève – en France, loi du 30 octobre 1935 (dont les articles sont aujourd'hui abrogés mais repris dans le code monétaire et financier).
- 22 octobre 1940 : obligation de paiement par chèque pour certaines opérations.
- 1er février 1943 : dans un contexte d'occupation allemande favorisant le marché noir, la délivrance des formules de chèques devient gratuite.
- 20 mai 1955 : la Banque de France recense légalement l'ensemble des chèques impayés.
- 3 février 1972 et 3 janvier 1975 : renforcement des sanctions contre les émetteurs de chèque sans provision.
- 30 décembre 1991 : loi relative à la sécurité des chèques et des cartes de paiement :
  - dépénalisation de l’émission de chèque sans provision,
  - allègement de la durée de l’interdiction de chèque, sauf en cas de non-régularisation,
  - interconnexion du Fichier central des chèques (FCC), du Fichier national des chèques irréguliers (FNCI) tenus par la Banque de France et du Fichier des comptes bancaires et assimilés (FICOBA) tenu par la direction générale des Impôts (DGI),
  - réforme du mécanisme d'opposition.
- 15 mai 2001 (loi NRE[6]) : réduction de la durée de l'interdit bancaire de 10 à 5 ans maximum.
- 11 décembre 2001 (loi MURCEF) : réforme du dispositif de régularisation des incidents de paiement par chèque :
  - nécessité d'information du client par les banques avant tout rejet de chèque,
  - limitation des frais de rejet des banques et des pénalités libératoires des pouvoirs publics.
- 15 novembre 2007 : plafonnement des frais bancaires liés aux incidents de paiement.
- 1er juillet 2010 : suppression des pénalités libératoires lors de la régularisation d'une interdiction bancaire.

## Caractéristiques
Le chèque est un document écrit, dont la durée de validité varie selon les lois du pays de l'émetteur.  Elle est d'un an et 8 jours en France. C'est un moyen par lequel le « tireur » (celui qui signe le chèque) donne l'ordre au tiré (une banque ou un autre organisme prévu par la loi) de payer sur présentation et sans délai (paiement à vue) un montant donné au bénéficiaire.
Le chèque est soumis à des règles diverses d'un pays à l'autre. En particulier, il ne fait pas partie des moyens de paiement européens prévus par le SEPA. En France, pour être crédité sur un compte, le chèque doit être daté, signé  endossé et non raturé.
L' absence de normalisation juridique internationale sur ses caractéristiques et son utilisation fait qu'il est mal accepté à l'étranger. Certaines banques, pour compenser ce problème, accordent le droit d'émettre des chèques avec entente de compensation dans une devise autre que leur devise nationale. Dans un tel cas, le chèque est réputé émis par la banque présente dans le pays visé par l'entente. L'obtention de tels chèques peut être refusée à des clients par la banque sur la base de loi nationale de la banque étrangère en matière de lutte anti-terroriste et de blanchiment d'argent.

### Chèque barré
Le barrement s'effectue en traçant deux lignes parallèles sur le recto du chèque (souvent déjà imprimé lors de la remise des chèques par le banquier). Cela signifie que le chèque ne devra être payé qu'aux personnes désignées par l'article L.131-45 du code monétaire et financier, c'est-à-dire à un banquier, à un chef de bureau de chèque postaux ou à un client du tiré, donc du banquier (sont considérées comme clientes les personnes en relation d'affaires antérieures et habituelles du banquier). L'avantage d'une telle pratique est de restreindre les risques de perte ou de vol. Le barrement est théoriquement facultatif, mais il constitue aujourd'hui la règle. En France, quasiment tous les chèques sont des chèques barrés.

### Caractéristiques techniques en France
Les banques doivent délivrer des chèques pré-barrés et non endossables. Le barrement oblige le bénéficiaire du chèque à ne l'encaisser que dans un établissement bancaire. Il reste néanmoins possible, sous certaines conditions, de demander à sa banque de délivrer des chèques non barrés. Il est possible de spécifier, entre les barres, le nom de la banque seule autorisée à se faire présenter le chèque, bien que cette pratique soit rare en dehors de la Banque de France.
Les chèques sont régis par la norme technique NF K11-111.
Une ligne CMC7 est réservée à l'impression de caractères magnétiques comportant trois séries de chiffres : 7 pour le n° du chèque, 12 pour les codes interbancaires et 12 pour le n° de compte.
La clé de vérification est constituée de 2 chiffres entre parenthèses près de l'emplacement de la signature et qui est calculée selon le même principe que la clé RIB/IBAN via un algorithme.
L'émetteur du chèque doit impérativement renseigner :
- le montant en toutes lettres du chèque : en cas de différence entre le montant en chiffres et le montant en lettres, c'est le montant en lettres qui prévaut[10] ;
- la date (le lieu peut ne pas être renseigné[11]) ;
- la signature.

En cas d'absence d'un de ces renseignements obligatoires (signature oubliée par exemple), on parle de « faux chèque » car le titre de paiement n'est pas valable. En revanche, si la signature est contrefaite, alors il s'agirait d'un « chèque falsifié », avec, cette fois, une suite pénale possible à défaut d'engager la responsabilité de la banque.
De même, la Cour de cassation a confirmé, lorsque la date a été volontairement omise par le tiré pour donner au chèque une valeur de caution, et que le bénéficiaire la rajoutait deux ans plus tard, qu'il ne s'agissait pas d'une utilisation frauduleuse.
En France, tout chèque d'un montant inférieur ou égal à 15 € est payé s'il est présenté dans un délai d'un mois après son émission, soit par le tireur ou le tiré sous forme de crédit au tireur. Cependant, la multiplication de chèques d'un montant inférieur ou égal à 15 euros pour une transaction d'un montant supérieur est punie d'une amende de 1 500 € (3 000 en cas de récidive).
Seuls sont des motifs valables d'opposition : la perte, le vol, l'utilisation frauduleuse du chèque, la procédure de sauvegarde, de redressement ou de liquidation judiciaires du porteur. Si l'opposition a été faite pour un autre motif, le bénéficiaire peut demander la mainlevée de l'opposition au juge des référés.
Les chèques sont régis par différents délais :
- Le délai de présentation d'un chèque est de huit jours en France (huit jours en France[18], vingt jours en Europe et 70 jours en dehors de l'Europe). C'est la période pendant laquelle un chèque doit être présenté au paiement.
- Le délai de validité est le délai au-delà duquel la banque tirée doit refuser de payer le chèque. En France, ce délai est d'un an et huit jours après sa date d'émission pour le chèque bancaire (1 an + délai de présentation) et d'un an pour le chèque postal.
- Le délai de recouvrement de la créance (chèque hors délai de validité et présentation) par voie juridique est de 5 ans à partir de la date du chèque.[réf. nécessaire]

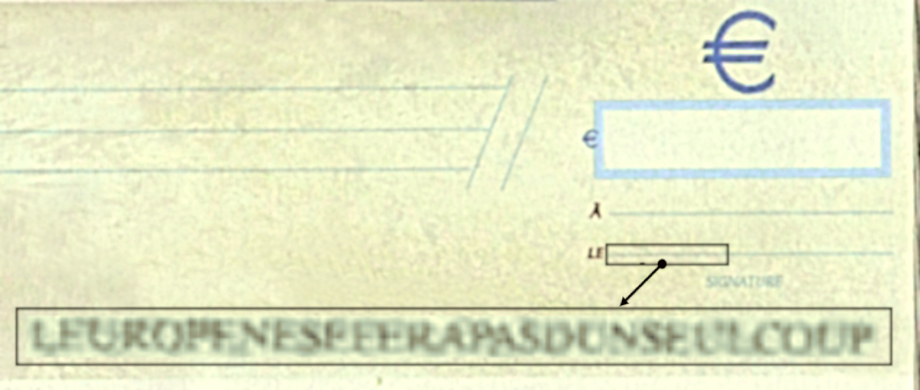
Grossissement d'une inscription illisible à l'œil nu, sur un chèque de La Banque postale.

En France, le chèque sur papier libre est reconnu légalement. Toutefois l'émetteur n'a le droit d'en utiliser que si le contrat signé à l'ouverture de son compte ne l'interdit pas (la mention l'interdisant est fréquente). Les délais de traitement et l'absence de traçabilité peuvent susciter la méfiance mais, si le bénéficiaire accepte, sa banque est tenue de le payer comme tout autre chèque. Des mentions sont obligatoires pour que ce papier soit valide,.
La sécurité des chèques est assurée par un filigrane lisible par transparence. La Banque de France a fait mettre en place ce filigrane de sécurité en 2009, afin de lutter contre la contrefaçon. Un système de protection supplémentaire est également présent, par une inscription lisible uniquement à la loupe. Les lignes sur lesquelles sont inscrits le montant en toutes lettres, l'ordre, le lieu, la date et les deux barres obliques sont un extrait de la déclaration de Robert Schuman du 9 mai 1950, considérée comme le texte fondateur de l'Union européenne : « L’Europe ne se fera pas d’un coup, ni dans une construction d’ensemble : elle se fera par des réalisations concrètes créant d’abord une solidarité de fait. » Ces lignes de texte en micro-impression sont apparues, en 1999, sur les premiers chéquiers affichant les montants en euros,.

## Circuit d'encaissement
En général, le bénéficiaire remet le chèque à sa propre banque, pour crédit de son compte (opération de remise à l'encaissement). Cette banque (la banque présentatrice) se charge de le présenter à la banque tirée.
En pratique à l'intérieur d'un même pays, il existe un système de compensation des chèques entre les diverses banques. Il permet à chacune de remettre aux autres en bloc tous les chèques tirés sur celles-ci et à être créditée en contrepartie.
Certains pays, dont la France, utilisent un procédé de compensation par imagerie chèque (Échange Image Chèque - EIC). Une image numérique du chèque, avec les données informatiques nécessaires à la compensation, est transmise à la place du chèque papier entre les banques.
Lorsqu'un commerçant imprime lui-même le montant du chèque avec une machine ad hoc, le chèque est post-marqué avec le montant du chèque et le numéro de compte du commerçant. Comme le recto du chèque contient le numéro de compte du tiré en caractères CMC7, le chèque peut être traité de façon automatique par le circuit interbancaire.

## Délai d'encaissement
Le délai d'encaissement d'un chèque varie d'un établissement bancaire à l'autre. Certaines banques mettent 15 jours à encaisser un chèque tandis que d'autres mettent quelques heures.
Cependant, le délai maximal pour encaisser un chèque bancaire est de 2 semaines, le temps pour l'établissement financier de vérifier la provision du chèque.

## Provision
La provision est la somme déposée sur le compte bancaire du tireur et affectée au paiement du chèque. Émettre un chèque sans provision dans un but de fraude ou de tromperie est puni par la législation de la plupart des pays.
En France, émettre un chèque sans provision peut avoir pour conséquence interdiction d'émettre un chèque bancaire pendant 5 ans, faute de régularisation dès le premier rejet. Cette interdiction peut être levée après régularisation du chèque sous 10 jours auprès de la Banque de France (provision faite avec la banque; représentation du chèque et règlement ou encore récupération du chèque par l’émetteur et règlement autrement auprès du bénéficiaire avec présentation du chèque à sa banque). Outre les frais bancaires, s'ajoute une pénalité à moins que l'incident de paiement ne soit régularisé dans un délai de deux mois à compter de l'incident et s'il s'agit du premier chèque sans provision émis dans les 12 derniers mois. Depuis 2010, il n'y a plus de chèque amende, c'est-à-dire que, lorsqu'une personne régularise un chèque, elle n'a plus de pénalités à payer. L'ensemble de la procédure française de recouvrement de chèque contentieux est régie par la loi MURCEF du 11 décembre 2001. On note en France 5,1 millions de chèques non facturés en 2005 et 4,4 millions en 2009.

## Perte ou vol
L'utilisateur doit former opposition auprès de son établissement bancaire lors d'une perte ou d'un vol potentiel d'un chèque ou de son chéquier. L'opposition interdit à la banque de procéder au paiement d'un chèque concerné.

## Types particuliers de chèques
Il existe plusieurs sortes de chèques. Ces chèques sont généralement utilisés pour certifier ou simplifier un paiement qui pourrait être difficile en raison du manque de monnaie locale (obligation de faire le change) ou du risque de non-paiement (somme importante).
- Le chèque de banque qui est un chèque où le tireur est la banque tirée elle-même. De ce fait, le paiement en est garanti, pendant le délai légal français d'un an et huit jours (cf. ci-dessus).
- Le chèque de voyage, chèque de banque particulier, établi pour une somme standard pré-imprimée, que le client achète à une banque et qui nécessite une commande préalable. Selon les pays, il est accepté facilement ou non, soit en paiement à des commerçants, soit pour retrait dans des banques. Les premiers chèques de voyage ont été émis en France par la banque American Express à Paris en 1895 et ne sont plus émis par cet établissement bancaire depuis 2013.
- Le chèque certifié, tombé en désuétude, permet de bloquer la somme indiquée sur le chèque jusqu'à l'expiration du délai de présentation (8 jours en France)[27]. C'est ce genre de chèque que l'on présentait par exemple devant notaire pour l'achat d'un appartement ou aux douanes pour payer la TVA d'une automobile neuve achetée hors de France.
- Le chèque visé, très peu utilisé, est un chèque dont la provision suffisante est constatée par la banque émettrice le jour de l'apposition de son visa, sans toutefois garantir son paiement.
- Le chèque annulé est un chèque que certains organismes peuvent parfois demander, en complément d'un RIB, notamment pour s'assurer que la personne n'est pas en interdiction bancaire. Il suffit de passer le chèque dans un lecteur de chèque (ou de saisir manuellement son numéro) afin d'interroger le FNCI. C'est un moyen courant d'évaluer la solvabilité de leur futur client avant d'accepter de souscrire un contrat avec eux.
- Un spécimen de chèque, est un document reprenant un chèque nul dès l'origine, mais en conservant les informations sur le titulaire et le numéro de compte (au Canada, il est l'équivalent du relevé d'identité bancaire en France, il est demandé pour mettre en place un dépôt direct ou un prélèvement pré-autorisé à partir du compte).
- Un « chèque en bois » est, dans le langage courant, un chèque sans provision.

Certains chèques sont plus spécifiques :
- La lettre-chèque, est réservée aux professionnels et associations. Elle permet d'allier sur un même support, une lettre de correspondance, un chèque détachable et un support publicitaire.
- Le chèque de retrait, permet d'effectuer des retraits d'espèces aux guichets des banques du réseau de la banque émettrice.

## Le chèque en France

### Un impact écologique?
- Si vous ne connaissez pas le sujet, laissez ce bandeau (vous pouvez alors contacter les auteurs).
- Si vous supprimez le contenu mis en cause (vous pouvez préalablement contacter les auteurs),

argumentez précisément cette suppression dans la page de discussion
(un manque de référence n'est pas un argument ; une recherche réelle de référence doit avoir été effectuée, être formellement documentée).
Les 3,7 milliards de chèques émis en France en 2006 représentent plus de 4 000 tonnes de papier imprimé, en ignorant :
- la conception et l'expédition des carnets de chèques (100 millions par an environ de carnets entre 25 et 50 chèques) ;
- l'expédition des chèques entre le client, le fournisseur et la banque, hors paiements de proximité ;
- l'impression et éventuellement l'expédition des bordereaux de remises de chèques.
- Le reste est électronique : transmission et archivage des chèques scannés.
- Le recyclage de l'encre est complexe puisque le chèque comporte 3 types d'encre : l'encre d'impression, l'encre magnétique MICR, l'encre du post-marquage et l'encre de l'usager que les banques ne contrôlent pas.

### Acceptation par les commerçants
En raison des risques de non-paiement (et de non recouvrement), les commerçants sont de plus en plus réticents à accepter un paiement par chèque. Il est rappelé que 5,1 millions de chèques n'ont pas été facturés en 2005 et 4,4 millions en 2009.
Un commerçant (ou un particulier recevant un paiement) est tout à fait en droit de refuser un chèque ou de ne l'accepter qu'à partir d'un certain montant. Il doit toutefois en informer clairement sa clientèle par l'intermédiaire d'une affichette (ou sur sa carte s'il s'agit d'un restaurant), sous peine de devoir malgré tout l'accepter.
Le professionnel ne peut pas non plus refuser un chèque lorsqu'il est membre d'un centre de gestion agréé. Il est même tenu d'informer sa clientèle de sa qualité de membre par l'intermédiaire d'une affichette du type « Établissement acceptant les règlements des sommes dues par chèque libellé en son nom, en tant que membre d'un centre de gestion agréé par l'administration fiscale ». Cette mention doit également figurer sur les devis et factures envoyés aux clients (ou sur la carte s'il s'agit d'un restaurant).
S'il accepte ce moyen de paiement, le professionnel peut exiger la production d'une (ou deux) pièce(s) d'identité, selon le montant du chèque. S'il est équipé d'un lecteur de chèque, il peut l'utiliser pour vérifier la régularité du chèque auprès du Fichier national des chèques irréguliers de la Banque de France (par exemple, le  système RESIST), afin de vérifier que le chèque n'est pas ni perdu ni  volé, que le compte est actif et que le porteur n'est pas Interdit bancaire[réf. nécessaire].
Un professionnel, membre d'un centre de gestion agréé, est toutefois libéré de son obligation d'accepter un chèque dans les cas suivants :
- pour les achats de faible montant qu'il est d'usage de régler en espèces (pain, journaux…), ou dont les frais de gestion seraient anormalement élevés par rapport au montant de la transaction ;
- pour les achats dont la loi impose un paiement en espèces (loto, loteries, paris…) ;
- lorsque le porteur n'est pas en mesure de justifier de son identité[réf. nécessaire]ou que celle-ci est différente du nom indiqué sur le chèque[réf. nécessaire] ;
- lorsque le chèque est déclaré irrégulier par le FNCI ou lorsque le client s'oppose à ce type de vérification.

### La question de la facturation
En France, la loi prévoit que les formules de chèque sont mises gratuitement à la disposition du titulaire d'un compte bancaire ou postal.
La règle du «ni-ni» est, dans les faits, toujours d'actualité : en contrepartie de la non-rémunération des comptes de dépôts (source de revenus pour la banque, qui prête les dépôts à court-terme), les banques acceptent le principe du non-paiement du chèque à l'émission (c'est-à-dire pour le débiteur). Cette règle est cependant remise officiellement en cause depuis la possibilité légale offerte aux banques de rémunérer de tels dépôts.
De nombreuses banques ont calculé le coût de traitement d'un chèque, à l'aide de modèles internes, et estiment un tel coût entre 0,5 € et 1 €. Les facteurs expliquant ce coût sont nombreux : volumes traités, délais de paiement et d'encaissement, lutte contre la fraude ou les impayés, etc. En France, l'Union fédérale des consommateurs-Que Choisir critique le discours des banques et avance que «le coût de traitement du chèque, qui tend nettement à diminuer depuis l'instauration de l'EIC, est depuis longtemps intégré dans le prix des autres services et financé par la pratique des dates de valeur».
Les banques exercent un lobbying très fort auprès des pouvoirs publics pour permettre une facturation de l'émission des chèques. À défaut d'y parvenir, elles incitent fortement les consommateurs à privilégier d'autres moyens de paiement scripturaux. Par ailleurs, toute autre opération bancaire autorisée (remises des chèques, des prélèvements bancaires ou des virements bancaires à l'encaissement par exemple) peut être facturée, en particulier aux entreprises.
Ces dernières, devant elles-mêmes traiter les chèques à encaisser, voire à payer, incitent donc également leurs clients à utiliser d'autres moyens de paiement, comme le titre interbancaire de paiement (TIP), similaire au chèque tout en étant un prélèvement), ou l'autorisation de prélèvement automatique.
Les entreprises ne pouvant se passer de ce moyen de paiement, telles celles de la grande distribution, sont généralement équipées de machines de caisse à imprimer et post-marquer les chèques encaissés, de façon à rendre leur traitement automatique. En contrepartie, une remise sur les frais d'encaissement est accordée par la banque.
Il reste que si une entreprise – banque ou autre – décide de facturer un service de paiement, elle doit le faire en toute indépendance. Des banques qui décideraient d'un commun accord de facturer le paiement par chèque s'exposent à être condamnées pour entente illicite sur le fondement du droit de la concurrence. Le Conseil de la concurrence a enquêté sur la question du prix unique du traitement des chèques que les banques ont mis en place lors de l'informatisation du système en 2001. Condamnées par l'Autorité de la Concurrence à une amende de 385 M€, les banques ont finalement reçu gain de cause en appel en février 2012. La Cour d'appel de Paris, saisie par la Fédération bancaire française, a estimé que le système de commission en cours entre 2002 et 2007 était justifié. Ces commissions de traitement "image-chèques" n'existent plus aujourd'hui.
Seul le particulier a donc un intérêt à privilégier ce mode de paiement simple et gratuit.

## Statistiques sur le chèque
Les chèques en France représentent 26 % des opérations de paiement échangées en interbancaire en 2006, alors que la moyenne européenne est de 9 % (UE25),. Le taux d'utilisation des chèques est descendu sous les 10,2 % en 2016. La France reste ainsi le plus gros consommateur de chèques après Malte et Chypre. La Grande-Bretagne a vu son taux d'utilisation des chèques passer de 15,5% en 2011 à 1,9% en 2016.
Toutefois, les Français l'utilisent également de moins en moins : 3,3 milliards de chèques émis par les Français en 2009, 3,7 milliards de chèques en 2006, chiffres déjà en baisse de 4,1 % par rapport à 2005.
En 2009, 61 % des 5,1 milliards de chèques utilisés en Europe sont émis en France, même si la proportion de ces derniers tend à fortement diminuer par rapport aux moyens dématérialisés que sont les cartes, virements, etc. Sur une moyenne de 238 transactions scripturales par an, le français moyen payera à l'aide d'un chèque dans 60,5 cas en 2006.
À titre de comparaison, le Britannique, 2e plus gros consommateur en volume, ne sortira son chéquier que 29 fois (12 %). Le Royaume-Uni a décidé de supprimer les chèques en 2018, en supprimant la chambre de compensation :
- Un état des lieux annuel est effectué pour s'assurer que les moyens de paiement de remplacement sont bien développés.
- La suppression effective ne sera finalement décidée que si les moyens de remplacement sont effectivement disponibles.

En valeur relative néanmoins, ce sont bien les Maltais qui utilisent le plus leur chéquier, ce dernier étant utilisé, toujours en 2006, dans 52,8 % des transactions. Chypre et Irlande sont les deux autres pays de l'UE à utiliser plus de 20 % de chèques dans leurs transactions scripturales.
En revanche, dans le reste de l'UE, ils sont utilisés avec grande parcimonie. Dans 16 pays européens, l'usage du chèque est tombé à moins d'un chèque par an et par habitant. Il a été remplacé par le virement, le prélèvement et le paiement par carte.
Il est cependant assez utilisé pour le paiement des loyers (d'un commun accord entre locataire et propriétaire), et il est généralement accepté pour le paiement des factures et remboursements de solde de carte de crédit, ainsi que pour payer taxes et amendes.
La France est, avec les États-Unis et le Brésil, l'un des plus gros consommateurs au monde de chèques.
En 2017, d'après les statistiques publiées par la Banque de France, les chèques représentaient un peu moins de 9 % des transactions en baisse de 10% par rapport à l'année précédente. Les 1 927 000 000 chèques représentent environ 30 chèques par habitant et par an.